# Rotorkopeg

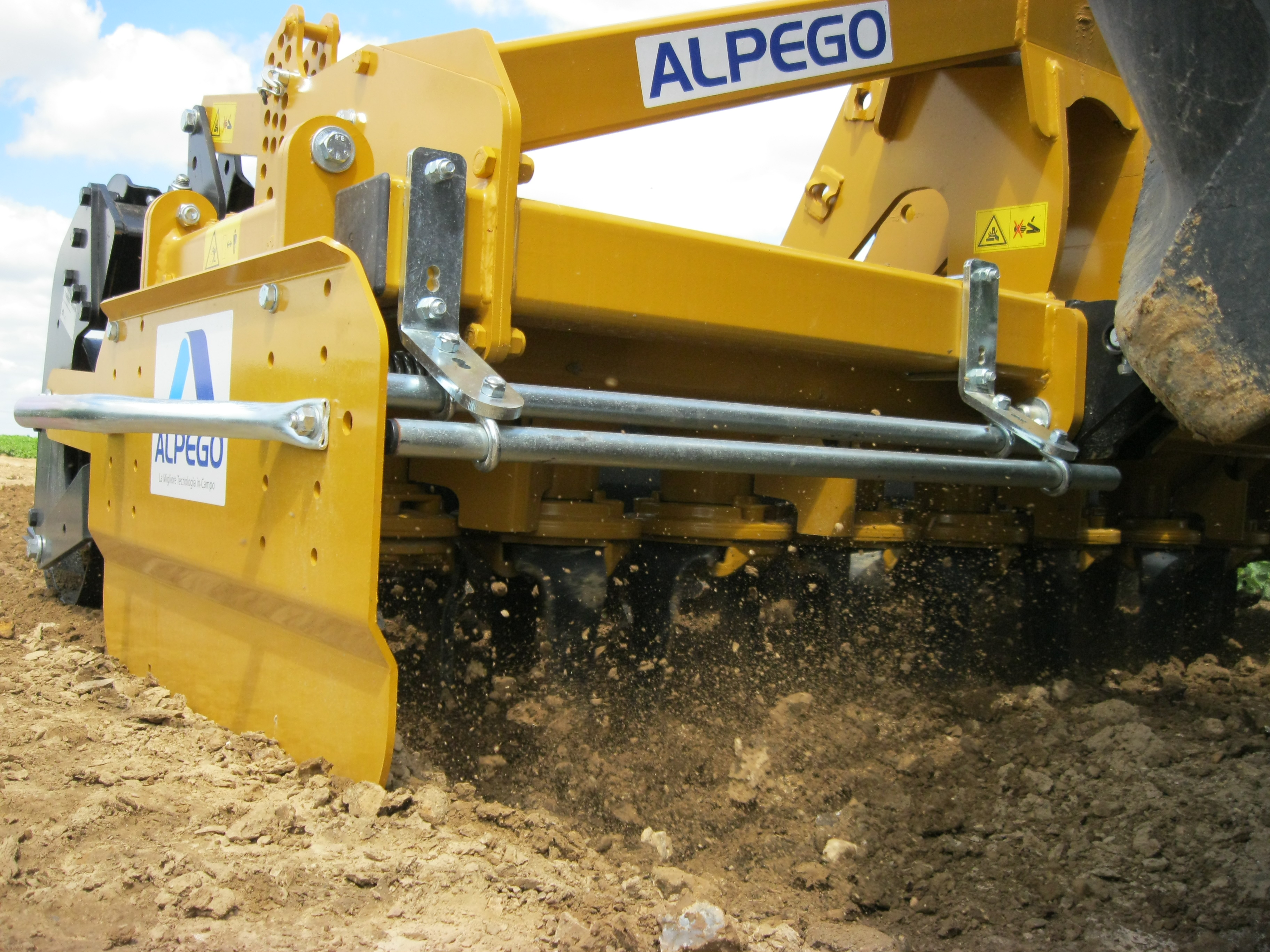
Rotorkopeg met tandenpackerwals

Een rotorkopeg is een landbouwwerktuig gebruikt voor het uitvoeren van een ondiepe grondbewerking waarbij een egaal zaaibed gecreëerd wordt. Het werkingsprincipe is gebaseerd op het feit dat meerdere verticale messen, gemonteerd op roterende schijven, de grond mixen en op die manier grote kluiten aarde verkruimelen. Voor- en achterop een rotorkopeg kunnen zich extra werktuigen bevinden. Zo kan bijvoorbeeld voorop een voorzetwoeler gebruikt worden en achterop een de rotorkopeg een opbouwzaaimachine.